# 日本腦炎疫苗
日本腦炎疫苗（Japanese encephalitis vaccine）是一種預防日本腦炎的疫苗。疫苗的預防功效達90%，效果持續時間目前尚不清楚。接種方式包含肌肉注射及皮下注射。
截至2015年，該疫苗就有15種不同的產品可供選擇，疫苗种类主要有重組DNA疫苗、減毒疫苗，灭毒疫苗。
日本腦炎疫苗於1930年代首次开始研发，本品列名世界衛生組織基本藥物標準清單之中，為基礎公衛體系必備藥物之一。在美國，一次接種療程約會花費100至200美金。
世界衛生組織建議疫區將日本腦炎疫苗列入常規接種疫苗的范围，視疫苗種類進行一到二次的接種。
疫區通常不需追加施打，愛滋病患者及孕婦則建議使用安全性較高的滅活疫苗。一般建議前往疫區從事長期戶外活動者進行接种。

## 功效
JE-VAX疫苗的隨機對照試驗結果顯示一次兩劑的接種可在一年內提供顯著的保護。

## 不良反应
一般為注射部位疼痛、紅、腫。少數於接種後3-7天可能出現輕微或中度全身無力、肌痛、易怒、食慾不振、發燒、頭痛等症狀，會在數天內恢復。至於嚴重過敏、昏睡或痙攣等症狀則極為罕見。

## 研发历程
日本腦炎疫苗在1930年代發明，其中一種從鼠腦提取的滅活疫苗(中山株及/或北京-1株)，由BIKEN藥廠製造，上市名稱為Sanofi Pasteur，於2005年停產，JE-VAX則是使用倉鼠腎細胞培養的滅活疫苗(北京-3株)，北京-3株是中華人民共和國從1968年至2005年使用疫苗中的主要變種。
三種第二代疫苗之後陸續上市（SA14-14-2、IC51 及ChimeriVax-JE）。 減毒活病毒疫苗（SA14-14-2株）於1988年出現在中華人民共和國， 比其他同類疫苗便宜許多，每年用於兩千萬孩童。
IC51是一種純化，福馬林滅活病毒疫苗(在澳洲及紐西蘭稱為JESPECT，其他地區則是IXIARO)，於2009年春獲得美國、澳洲及歐洲上市許可，基於由非洲綠恆河猴腎臟細胞培養的SA14-14-2株。另一種活性減毒黃熱病-日本腦炎鑲嵌疫苗稱為ChimeriVax-JE (上市名稱為 IMOJEV)，於2010年在澳洲取得上市許可，2012年12月在泰國上市。
2013年，一家印度企業Bharat Biotech International，由國家病毒學機構 (NIV)從卡納塔克邦的果拉爾縣取得印度株研發出一種疫苗，完成3階段臨床試驗，獲得印度藥品管理當局上市許可，NIV表示該疫苗預防成功率超過90%，可用於1-50歲的接種者，包含兒童。